# Bengal and North Western Railway
| Bengal and North Western Railway                       | Bengal and North Western Railway |
| ------------------------------------------------------ | -------------------------------- |
| Lokomotive Nr. 26, gebaut 1890 von Neilson and Company |                                  |
| Streckenlänge:                                         | 1905: 2363 km 1937: 3392 km      |
| Spurweite:                                             | 1000 mm (Meterspur)              |
|                                                        |                                  |

Die Bengal and North Western Railway, abgekürzt B&NWR, war eine Eisenbahngesellschaft im Norden Britisch-Indiens.

## Geschichte
Die indische Regierung hatte 1881 mit dem Bau einer Eisenbahnverbindung zwischen Patna und Bahraich entlang des Ghaghara-Flusses in der Meterspurweite begonnen. Die im Oktober 1882 gegründete Gesellschaft hatte sich bereit erklärt, die Bauarbeiten abzuschließen, den Betrieb der Strecke zu übernehmen und das Netz weiter auszubauen.
Das Schienennetz der B&NWR lag nördlich des Ganges bis hin zur Grenze nach Nepal und zog sich von Lucknow im Westen bis Katihar im Osten.
Am 1. Januar 1943 wurde die B&NWR verstaatlicht und mit der Rohilkund and Kumaon Railway und der Lucknow–Bareilly Railway zur Oudh and Tirhut Railway zusammengeschlossen.

## Fahrzeuge
1936 verfügte die Gesellschaft über 386 Dampflokomotiven, 1293 Personenwagen und 12 191 Güterwagen.

## Klassifizierung
Die B&NWR wurde nach der von der indischen Regierung 1926 eingeführten Indian Railway Classification als Eisenbahn der Klasse I eingestuft.